# Reicheiodes microphthalmus microphthalmus
Reicheiodes microphthalmus microphthalmus é uma subespécie de insetos coleópteros pertencente à família Carabidae.
A autoridade científica da subespécie é Heyden, tendo sido descrita no ano de 1870.
Trata-se de uma subespécie presente no território português.